# Route des Grandes Alpes

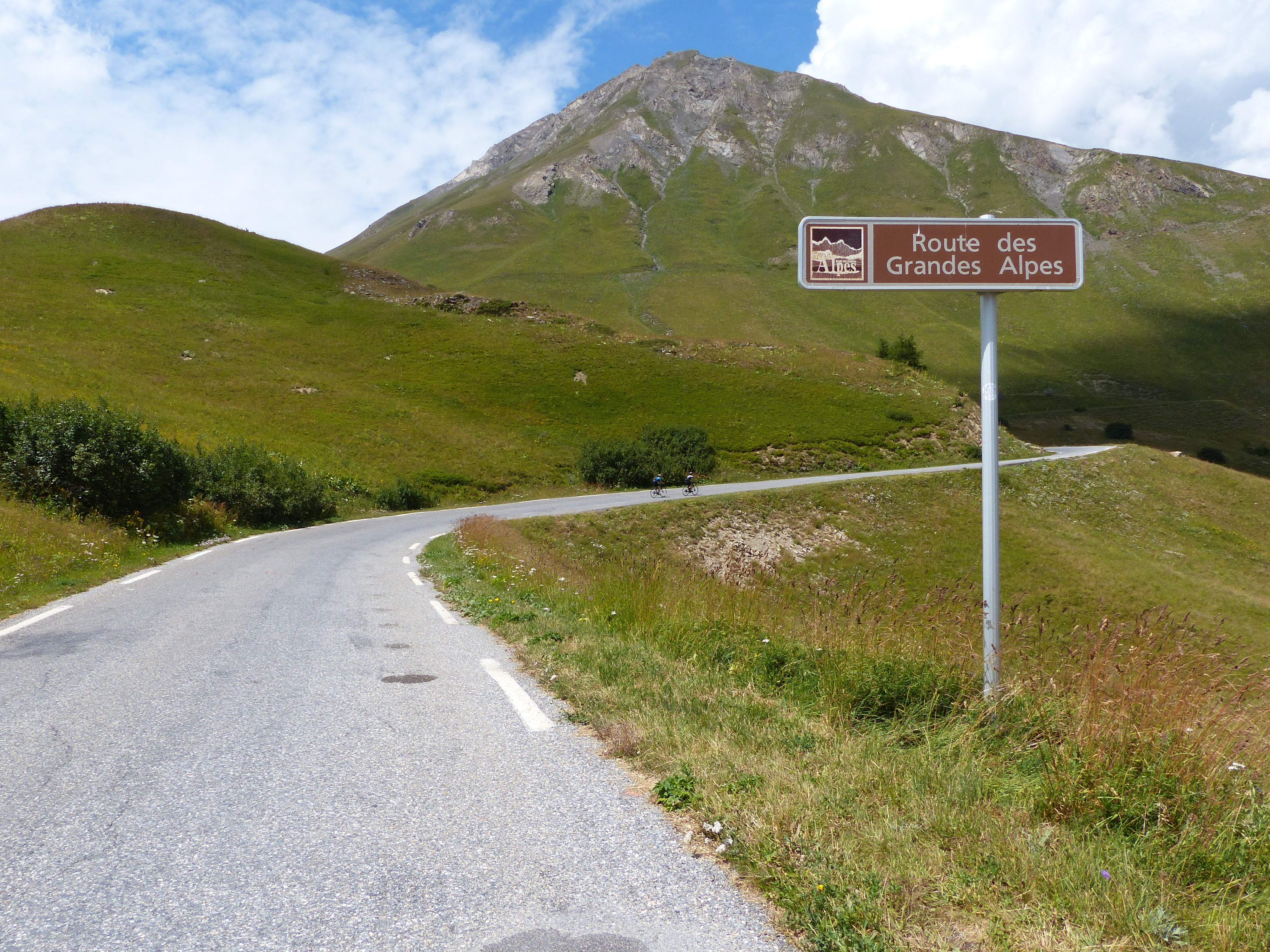
Route des Grandes Alpes aan de Col du Lautaret

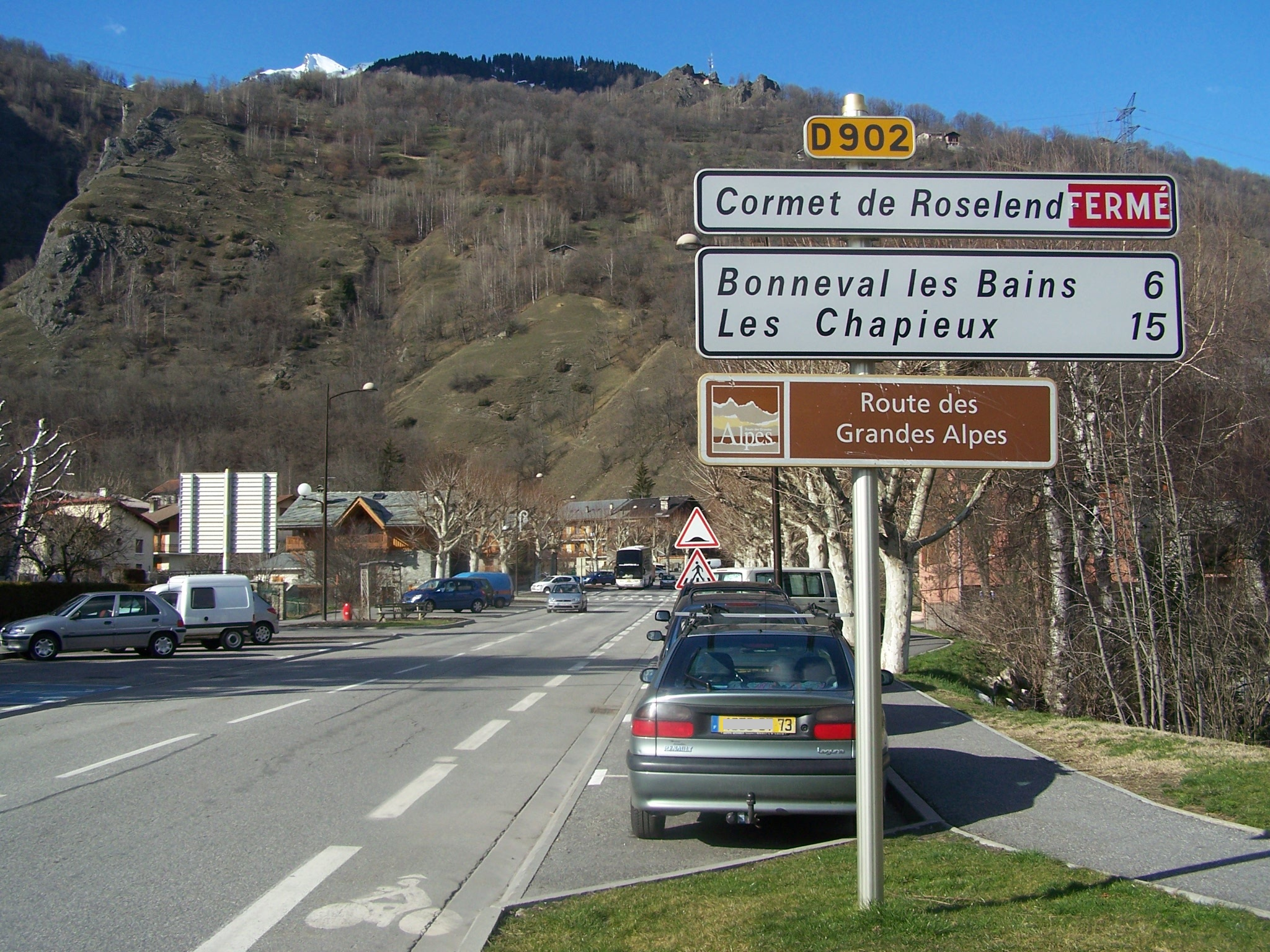
Route des Grandes Alpes, bewegwijzerd aan de stadsgrenzen van Bourg-Saint-Maurice in de richting van de Cormet de Roselend en
Beaufortain.

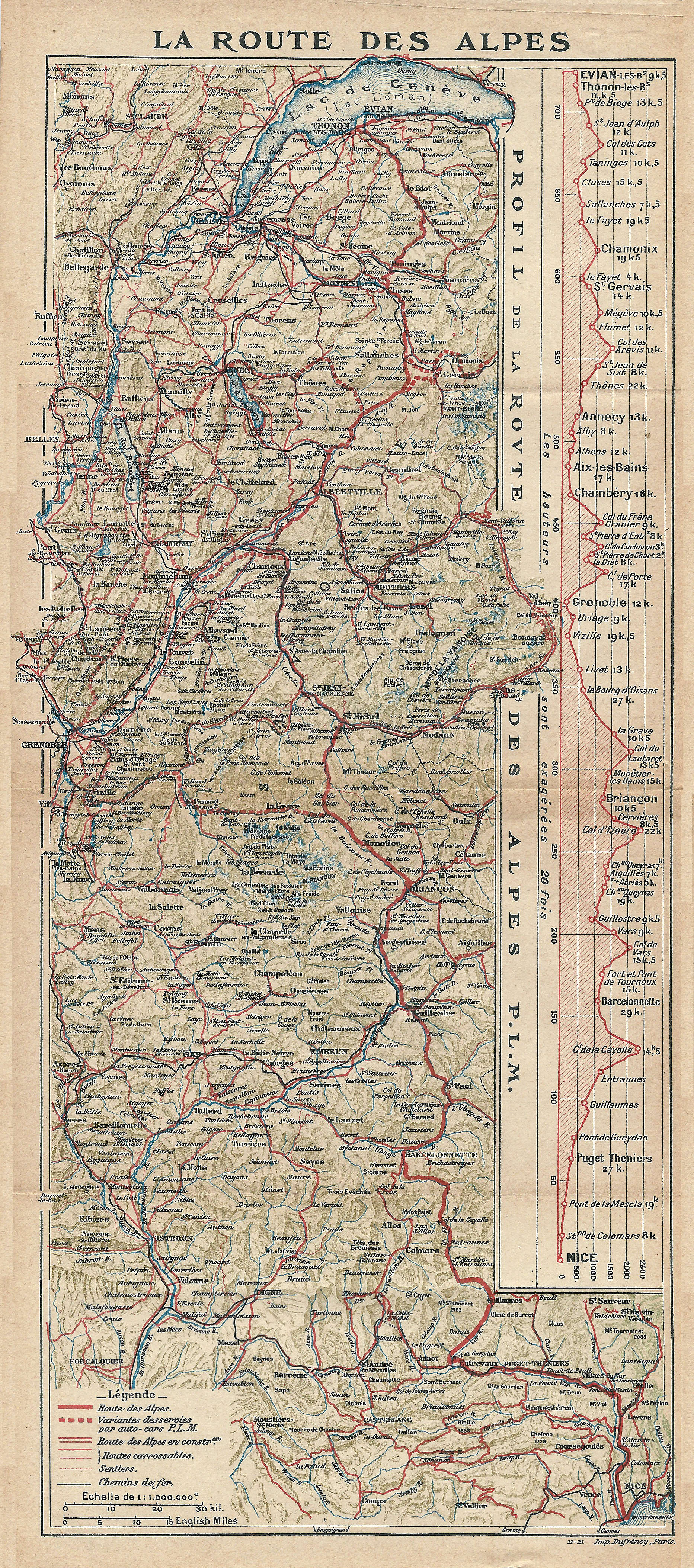
Historische routekaart van la Route des Alpes, voorloper van het huidige traject van de route des Grandes Alpes, uit 1921.

De Route des Grandes Alpes is een toeristische autoroute door de Franse Alpen. De route heeft een lengte van 684 kilometer en loopt van Thonon-les-Bains aan het Meer van Genève naar Menton aan de Middellandse Zee. De route loopt over achttien bergpassen, waarvan de Col de l'Iseran met 2770 meter de hoogste is. Vanwege de hoogte zijn veel passen vanwege sneeuwval gesloten van ongeveer oktober tot begin juni. Enkele passen worden vanwege het strategisch belang voor de verbinding van wintersportgebieden in de winter sneeuwvrij gehouden. De route is in de zomermaanden vooral geliefd bij motorrijders en wielrenners. De route is bewegwijzerd, het officiële wegnummer is D902.

## Geschiedenis
De aanleg van de route begon in 1909, in opdracht van de Franse Touringclub. Destijds waren er nog nauwelijks wegen in de Alpen en leefden de bewoners van de bergdorpen veelal geïsoleerd. De route werd aangelegd om deze dorpen beter bereikbaar te maken en het opkomende toerisme te stimuleren. In 1913 was de oorspronkelijke route gereed en kon de route, die toen nog naar Nice liep, in vijf etappes worden afgelegd. Auto's waren er toen nog nauwelijks, de route werd voornamelijk afgelegd per rijtuig of bus. Hoewel de route vanaf 1913 operationeel was, werd er steeds verder gewerkt aan verbetering. De Eerste Wereldoorlog bracht een tijdelijk einde aan de bouwwerkzaamheden. 
In 1930 was de Col de l'Iseran gereed, heden ten dage nog steeds de hoogste verharde pas in de gehele Alpen. Pas na de Tweede Wereldoorlog werden auto's op grotere schaal betaalbaar en kreeg de route meer en meer een toeristisch belang. In 1970 was na de aanleg van het stuwmeer ook de weg over de Cormet de Roselend gereed. Vanwege de komst van de snelwegen verloor de route steeds meer het belang als verbindingsweg en bleef het toeristisch belang over. Om de route nog meer aantrekkelijk voor toeristen te maken, werden in 1995 te laatste wijzigingen doorgevoerd. Het drukke dal rond Chamonix werd vervangen door de Col de la Colombière en de Col des Aravis. Het eindpunt werd verlegd van het drukke Nice, naar het veel kleinere en gemoedelijkere Menton.

## Passen
Van noord naar zuid gezien loopt de route achtereenvolgens over de volgende passen:
- Col des Gets - 1170 m
- Col de la Colombière - 1613 m
- Col des Aravis - 1486 m
- Col des Saisies - 1650 m
- Cormet de Roselend - 1968 m
- Col de l'Iseran - 2770 m
- Col du Télégraphe - 1566 m
- Col du Galibier - 2677 m
- Col du Lautaret - 2058 m
- Col d'Izoard - 2360 m
- Col de Vars - 2111 m
- Col de la Cayolle - 2326 m
- Col de Valberg - 1669 m
- Col de la Couillole - 1678 m
- Col Saint-Martin - 1500 m
- Col de Turini - 1607 m
- Col de Castillon - 706 m
- Col d'Eze - 507 m

## Uitbreiding
De route kan op diverse punten worden uitgebreid, waardoor deze ook de volgende passen aandoet:
- Col de la Croix-de-Fer - 2067 m
- Col du Glandon - 1924 m
- Col de la Madeleine - 2000 m
- Col du Mont-Cenis - 2084 m
- Col de la Bonette - 2715 m

## Bron
- https://web.archive.org/web/20200628155737/https://www.route-grandes-alpes.com/route-des-grandes-alpes/en/